# Thatcheriasyrinx
Thatcheriasyrinx is een geslacht van weekdieren uit de klasse van de Gastropoda (slakken).

## Soort
- Thatcheriasyrinx orientis (Melvill, 1904)